# Ernst Jacobsthal
Ernst Erich Jacobsthal (* 16. Oktober 1882 in Berlin; † 6. Februar 1965 in Überlingen) war ein deutscher Mathematiker.

## Leben
Ernst Jacobsthal war der Sohn eines Arztes und Bruder des Archäologen Paul Jacobsthal. Er studierte an der Humboldt-Universität Berlin bei Georg Frobenius, Hermann Schwarz und Issai Schur. Seine Dissertation an der Universität Berlin von 1906 bei Frobenius und Schur trug den Titel Anwendung einer Formel aus der Theorie der quadratischen Reste und lieferte den Beweis, dass Primzahlen der Form 4n + 1 sich als Summe zweier Quadratzahlen darstellen lassen. 1909 wurde er Lehrer am Kaiser-Wilhelm-Realgymnasium in Berlin, war aber gleichzeitig Assistent von Emil Lampe an der TU Berlin, wo er sich 1913 habilitierte und Privatdozent und 1922 außerordentlicher Professor wurde. 1934 wurde er als Jude aus seiner Professur entlassen. Er ließ sich daraufhin auch als Gymnasiallehrer in den Ruhestand versetzen und emigrierte nach Trondheim in Norwegen, wo damals auch Max Dehn neben Viggo Brun lehrte. Nach der deutschen Besetzung Norwegens 1940 blieb er noch bis 1943, verließ dann aber Norwegen in Richtung Schweden. Nach dem Krieg kehrte er nach Norwegen zurück, wurde Professor an der Norwegischen Technischen Hochschule und norwegischer Staatsbürger. Außerdem war er bis 1957 regelmäßig Gastprofessor an der FU Berlin. Aus gesundheitlichen Gründen siedelte er 1958 von Norwegen an den Bodensee.
Neben Zahlentheorie befasste er sich auch mit Algebra, Kombinatorik und Analysis (Funktionentheorie, reelle Analysis und Reihenlehre, Differentialgleichungen).
1950 wurde er Mitglied der Norwegischen Akademie der Wissenschaften.
Am 16. Oktober 1952, seinem 70. Geburtstag, erhielt er als Erster die Ehrenbürgerwürde der FU Berlin.
Er wurde auf eigenen Wunsch auf dem Burgtorfriedhof in Lübeck im Familiengrab seiner Frau Annemarie Jacobsthal, geborene Coste, beigesetzt.
Die Jacobsthal-Folge ist nach ihm benannt.
- (Folge A001045 in OEIS): 0, 1, 1, 3, 5, 11, 21, 43, 85, 171 …

Ernst Jacobsthal heiratete 1948 Anne-Marie Coste (* 1883), die Tochter des Berliner Gymnasialdirektors David Coste (1853–1915).

## Schriften
- Zahlentheoretische Eigenschaften ganzzahliger Polynome. Compositio Mathematica, 6, 1939 PDF